# Alaa Najjar
Alaa Najjar ( em árabe: علاء نجار ) é um médico, wikipedista e activista da Internet, que foi nomeado Wikimediano do Ano na Wikimania em agosto de 2021 pelo co-fundador da Wikipedia, Jimmy Wales, pelo seu papel pioneiro no desenvolvimento das comunidades árabes e médicas, bem como pelo seu papel no desenvolvimento de tópicos sobre COVID-19.
Com o nome de utilizador da Wikipedia علاء(ʿAlāʾ), Najjar é um contribuidor activo do WikiProjecto Medicina e administrador voluntário da Wikipédia em árabe. Ele é membro do conselho do Grupo de Utilizador Wikimedistas do Levante e membro do conselho editorial do WikiJornal de Medicina.